# Lithocarpus clathratus
Lithocarpus clathratus là một loài thực vật có hoa trong họ Cử. Loài này được (Seemen) Rehder mô tả khoa học đầu tiên năm 1919.